# Zlín

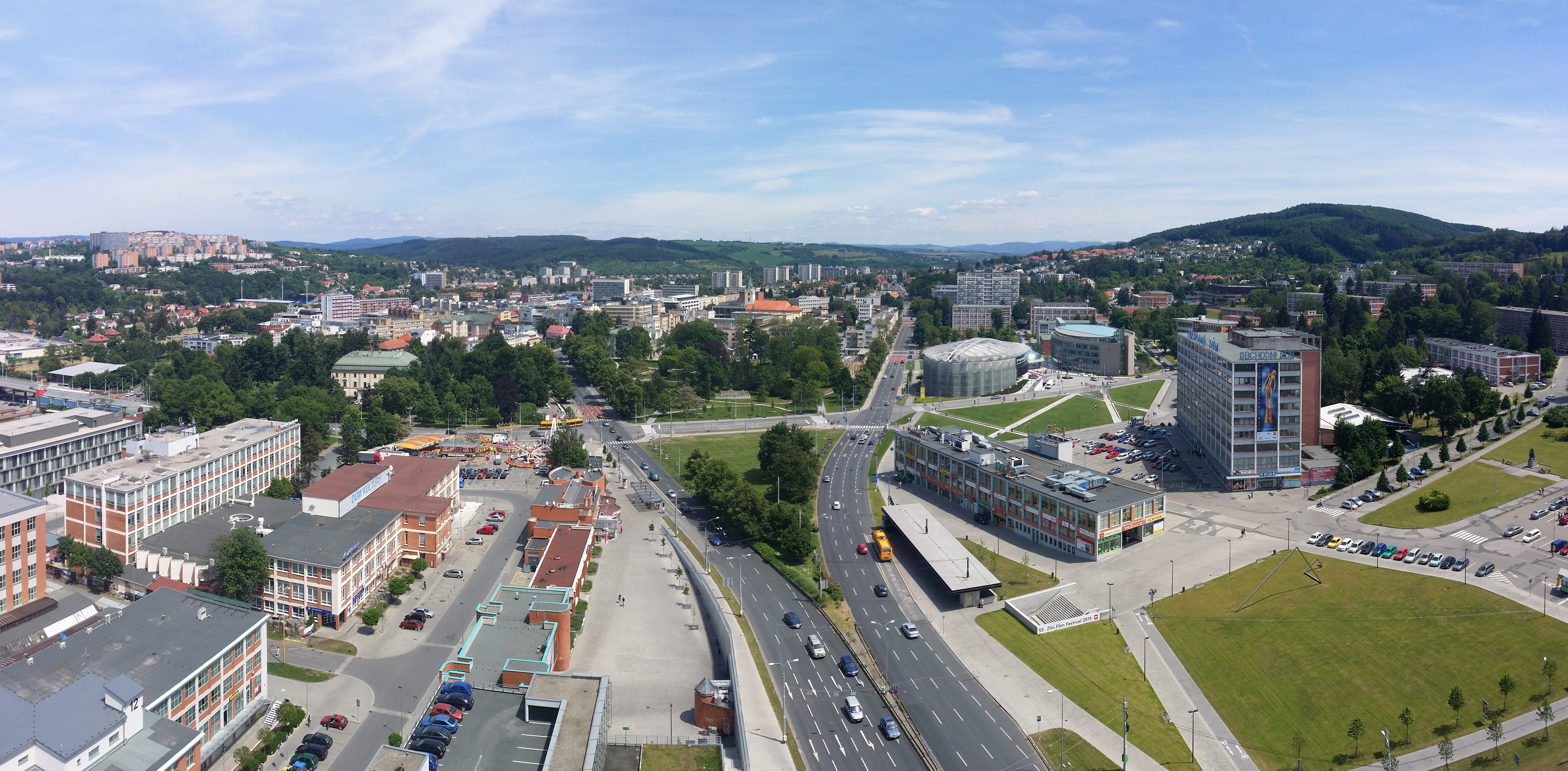
Blick auf den östlichen Teil der Stadt

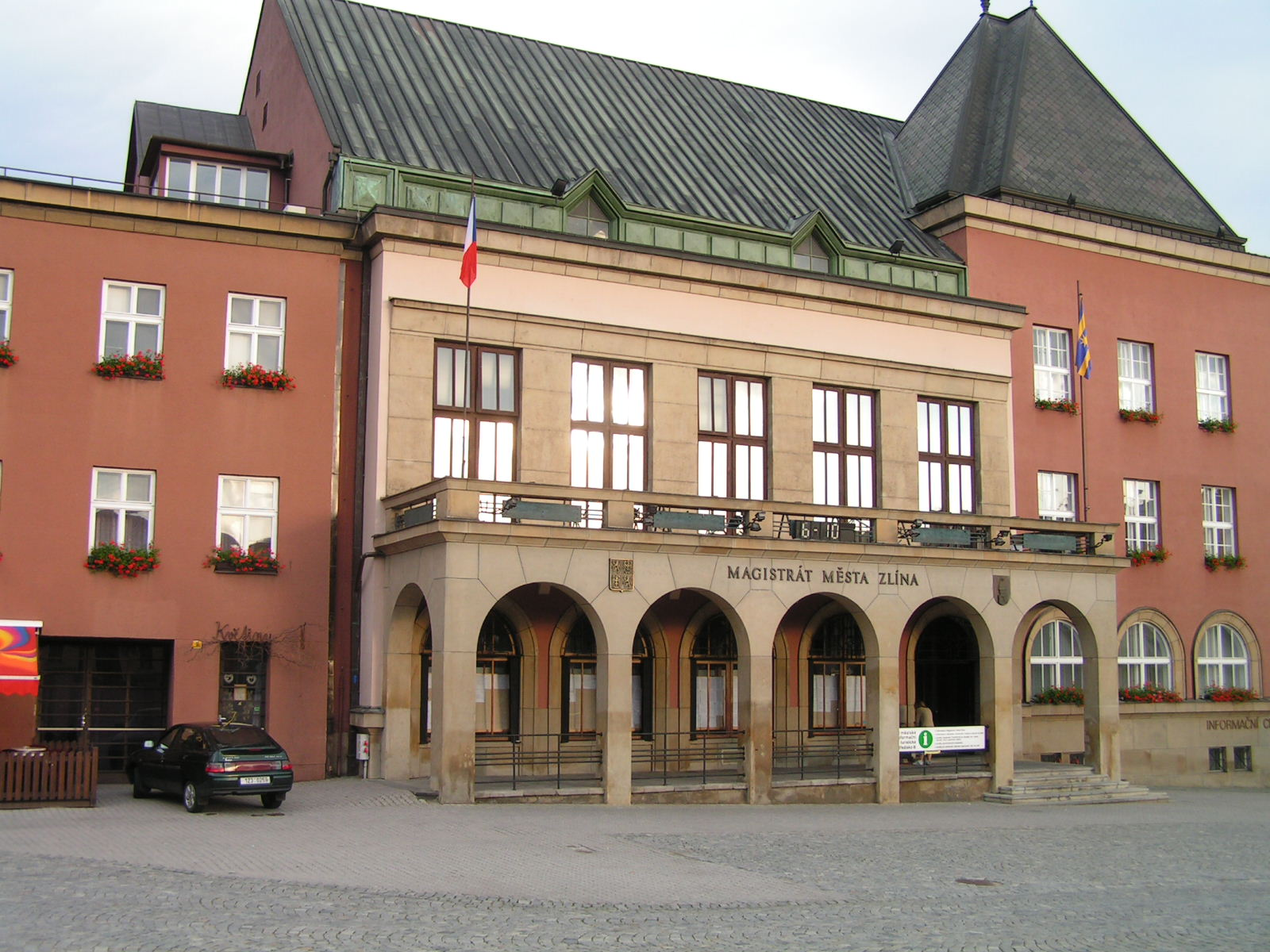
Rathaus in Zlín

Zlín (deutsch Zlin; von 1949 bis 1990: Gottwaldov) ist eine Stadt in Tschechien mit 75.000 Einwohnern und das Industriezentrum in der Region Zlínský kraj in Mähren. Sie erstreckt sich im Tal der Dřevnice.

## Geographie
Zlín befindet sich rund 60 Kilometer von Brünn entfernt und liegt im Tal der Dřevnice. Die Stadt wird durch die Silnice I/49 sowie mehrere kleinere Landstraßen angebunden. Auch die Bahnstrecke Otrokovice–Vizovice verläuft durch Zlín, wo sie zehn Haltepunkte besitzt.
Zlín grenzt an Bohuslavice u Zlína, Březnice, Fryšták, Hostišová, Hvozdná, Karlovice u Zlína, Kašava, Lhota u Zlína, Lípa nad Dřevnicí, Lukov u Zlína, Oldřichovice, Ostrata, Otrokovice, Racková, Sazovice, Tečovice, Veselá u Zlína, Vlčková, Zádveřice-Raková und Želechovice nad Dřevnicí.

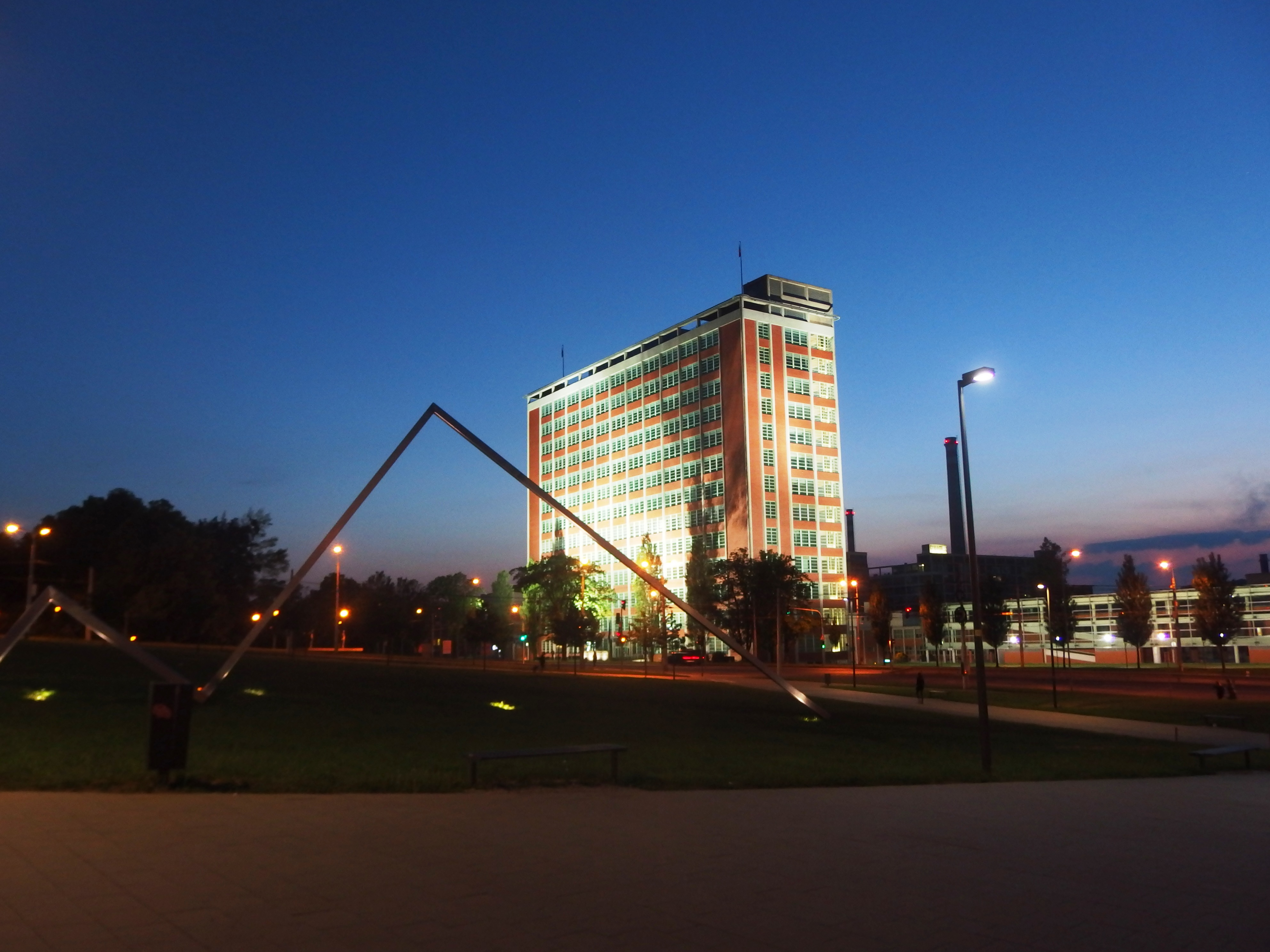
Baťa-Hochhaus am Abend

## Geschichte
Die Geschichte reicht bis ins Mittelalter. Die erste schriftliche Erwähnung stammt aus dem Jahr 1322. Damals war die Stadt Zentrum des Handwerks und Bergbaus und maßgeblich für die weitere Ansiedlung von Handwerkern in der Umgebung, die bis dato meist von Viehzucht lebte. Zlín war auch der Sitz der Verwaltung und der Landesherrscher. 1397 erhielt der Ort erweiterte Stadtrechte und 1509 das Marktrecht. 1605 wurde die Stadt von den Truppen Stephan Bocskais geplündert. 1779 wurde die erste Manufaktur, eine Wäschefärberei, errichtet. 1850 gründete Claudius von Bretton eine Streichholzfabrik. Die Kinder des Barons Bretton wurden von Johann Mach, dem Vater des Physikers Ernst Mach erzogen bzw. unterrichtet. Die Streichholzfabrik wurde bald wieder geschlossen.
Die ruhige Entwicklung nahm erst zur Zeit der Industriellen Revolution Fahrt auf. 1894 wurde die Baťa-Schuhfabrik gegründet. Vom schnellen Wachstum der Fabrik des Tomáš Baťa, der ab 1923 auch Bürgermeister von Zlín war, profitierte auch die Stadt. Zlín bekam durch die Architekten Jan Kotěra, František Lydie Gahura, M. Lorenc und Vladimír Karfík ein völlig neues Gesicht, und die Bevölkerung wuchs von 5.000 schnell auf 43.000 an. Tomáš Baťa und sein Bruder Jan Antonín Baťa ließen unter dem Motto „Kollektiv arbeiten – individuell wohnen“ Werkssiedlungen nebst firmeneigenen Kindergärten und Schulen sowie ein Krankenhaus, ein Warenhaus und das damals größte Kino Mitteleuropas errichten. Zlín kann aufgrund der streng rationalen, an der Optimierung aller Funktionen orientierten Stadtplanung unter Einbeziehung sozialer und psychologischer Aspekte als erste funktionalistische Stadt der Welt im Sinne der Charta von Athen (1933) bezeichnet werden.
1949 wurde die Stadt nach dem stalinistischen Diktator Klement Gottwald in Gottwaldov umbenannt. Diesen Namen führte sie bis 1990. Renommee brachten der Stadt auch die Filmstudios, die vor allem in den 1960er Jahren durch animierte Filmproduktionen und Trickfilme der Regisseure Karel Zeman und Hermína Týrlová internationale Bekanntheit erwarben. Seit 1961 findet dort das Zlín Film Festival statt. Die unternehmerische Seele, aber auch die gute Lage sind als Grund anzusehen, dass Zlín nach dem Sturz des kommunistischen Regimes viele Existenzgründer und Jungunternehmer hervorbrachte, deren Aktivitäten weit über dem Durchschnitt des Landes liegen.
2001 wurde die Tomáš-Baťa-Universität in Zlín gegründet.

## Stadtgliederung
Die Stadt Zlín besteht aus den Ortsteilen Chlum, Jaroslavice (Jaroslawitz), Klečůvka (Kleczuwka), Kostelec (Kostelletz), Kudlov (Kudlow), Lhotka (Klein Lhotta), Louky (Luk), Lužkovice (Luschkowetz), Malenovice (Mallenowitz), Mladcová (Mlatzow), Prštné, Příluky (Prziluk), Salaš (Sallasch), Štípa, Velíková und Zlín.

## Bevölkerungsentwicklung
| Jahr      | 1869 | 1880   | 1890   | 1900   | 1910   | 1921   | 1930   | 1950   | 1961   | 1970   | 1980   | 1991   | 2001   | 2011   | 2021   |
| --------- | ---- | ------ | ------ | ------ | ------ | ------ | ------ | ------ | ------ | ------ | ------ | ------ | ------ | ------ | ------ |
| Einwohner | 9889 | 10.265 | 10.445 | 10.944 | 11.970 | 13.488 | 33.068 | 59.364 | 61.203 | 68.436 | 77.460 | 81.146 | 78.833 | 75.318 | 74.178 |

## Partnerstädte
- Altenburg, Deutschland
- Groningen, Niederlande
- Chorzów, Polen
- Izegem, Belgien
- Limbach-Oberfrohna, Deutschland
- Romans-sur-Isère, Frankreich
- Sesto San Giovanni, Italien
- Trenčín, Slowakei
- Möhlin, Schweiz

## Sehenswürdigkeiten

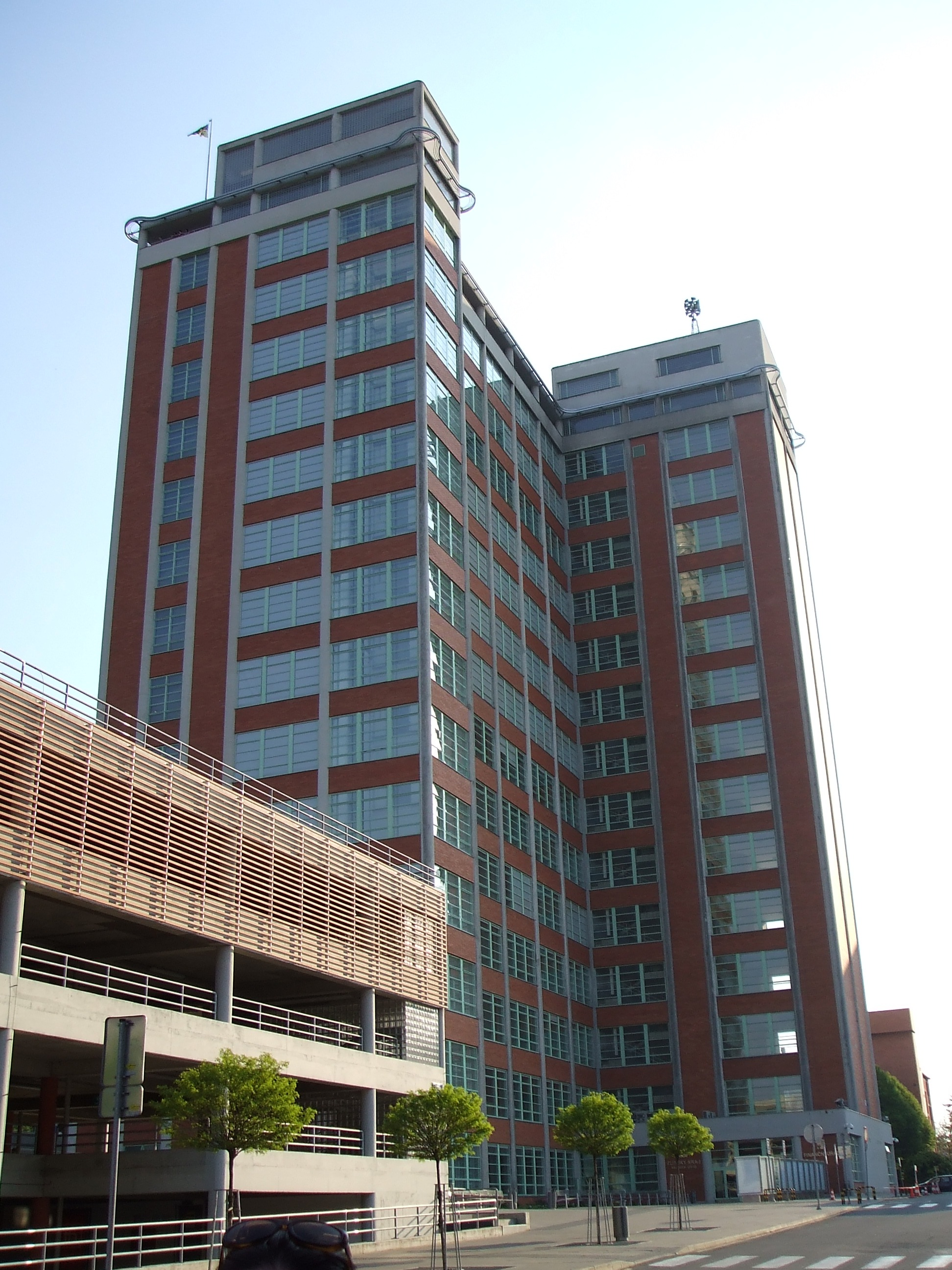
Der Baťa-Wolkenkratzer wurde 1939 fertiggestellt

- Baťa-Wolkenkratzer
- Burg Malenovice
- Waldfriedhof Zlín
- Schloss Lešná und Zoo Zlín
- Wallfahrtskirche Štípa

## Persönlichkeiten

### Söhne und Töchter der Stadt
- Tomáš Baťa (1876–1932), Unternehmer und Begründer des Baťa-Konzerns
- Rudolf Asmus (1921–2000), Opernsänger (Bassbariton)
- Ilja Prachař (1924–2005), Schauspieler
- Ludmilla Ymeri (1924–2004), Cellistin und Musikpädagogin
- Svatopluk Pluskal (1930–2005), Fußballspieler
- Tom Stoppard OM, CBE (* 1937 als Tomáš Straussler), britischer Dramatiker
- Radoslav Zapletal (1937–2010), Geiger und Komponist
- Josef Abrhám (1939–2022), Schauspieler
- Eva Jiřičná (* 1939), tschechisch-britische Architektin und Designerin
- Mojmír Bártek (* 1942), Jazzposaunist und Komponist
- Ludmila Zeman (* 1947), Kinderbuchautorin, Illustratorin, Trickfilmproduzentin
- Ivana Trump, geb. Zelníčková (1949–2022), US-amerikanische Unternehmerin
- Thomas Dolak senior (1952–2013), deutsch-tschechischer Eishockeyspieler
- Alena Hanáková (* 1958), Politikerin und Lehrerin
- Miroslav Gavalec (* 1961), Richter am Europäischen Gerichtshof
- Olga Charvátová (* 1962), Skirennläuferin
- Michaela Šojdrová (* 1963), Politikerin
- Stanislav Struhar (* 1964), österreichischer Schriftsteller
- Petr Hába (* 1965), Schachmeister
- Hana Androníková (1967–2011), Schriftstellerin
- Zuzana Lapčíková (* 1968), Musikerin
- Tom Kučera (* 1970), Rabbiner
- Roman Čechmánek (1971–2023), Eishockeyspieler
- Tomáš Dvořák (* 1972), Leichtathlet
- Roman Hamrlík (* 1974), Eishockeyspieler
- Petr Čajánek (* 1975), Eishockeyspieler
- Jiří Novák (* 1975), Tennisspieler
- Petr Šindelář (* 1975), Snowboarder
- Martina Dlabajová (* 1976), Politikerin
- Roman Kresta (* 1976), Rallyefahrer
- Ivan Vrba (* 1977), Bahnradsportler
- Ivana Walterová (* 1977), Schwimmerin
- Thomas Dolak junior (* 1979), deutsch-tschechischer Eishockeyspieler
- Pavel Prokopec (* 1980), Handballspieler
- Zdeněk Hřib (* 1981), Politiker
- Michal Smola (* 1981), Orientierungsläufer
- Renata Voráčová (* 1983), Tennisspielerin
- Tomáš Kostka (* 1984), Rennfahrer
- Adéla Bruns (* 1987), Sportschützin
- Ondřej Čelůstka (* 1989), Fußballspieler
- Klára Křížová (* 1989), Skirennläuferin
- Michal Jordán (* 1990), Eishockeyspieler
- Pavla Gajdošíková (* 1991), Schauspielerin und Sängerin
- Martina Kubičíková (* 1991), Tennisspielerin
- Klára Cahynová (* 1993), Fußballspielerin

### Im Ort wirkten und lebten
- Ivan Blecha, Leiter des Instituts für Philosophie an der Universität in Olmütz, lehrte in Zlín
- Karel Dodal, arbeitete in den Filmstudios Gottwaldov
- Martin Erat, Eishockeyspieler, spielte 2004/05 für HC Hamé Zlín
- Vítězslav Jandák, leitet seit Jahren das Kinderfilmfestival von Zlín
- Marek Kincl spielte 1997 bei FC Zlín
- Zdeněk Miler, Zeichentrickfilmer, begann seine Arbeit im Zeichentrickstudio Baťa in Zlín, bekannt z. B. durch die Maulwurf-Figur
- Zdeněk Nehoda, Stürmer von TJ Gottwaldov und Dukla Prag, Europameister 1976
- Jaroslav Opěla, Dirigent und Leiter der tschechoslowakischen Staatlichen Philharmonie in Zlin
- Sylvia Saint, Silvia Tomčalová, Pornodarstellerin, arbeitete im hiesigen Hotel
- Otto Wichterle, forschte in den Baťa-Werken in Zlín, vor allem auf dem Gebiet der Verarbeitung von Polyamiden und Kaprolaktamen
- Hermína Týrlová, Regisseurin und Trickfilmproduzentin
- Karel Zeman, Trickfilmproduzent
- Miroslav Zikmund, Reiseschriftsteller und -fotograf, lebt und arbeitet seit 1953 in Zlín

## Sport
- PSG Zlín, ehemalige Eishockeyabteilung des TJ Gottwaldov, Tschechischer Meister 2004
- FC Fastav Zlín, früher FC Tescoma Zlín und TJ Gottwaldov, heute Teilnehmer an der höchsten Fußballliga Tschechiens, der Gambrinus-Liga